# Tivaevae

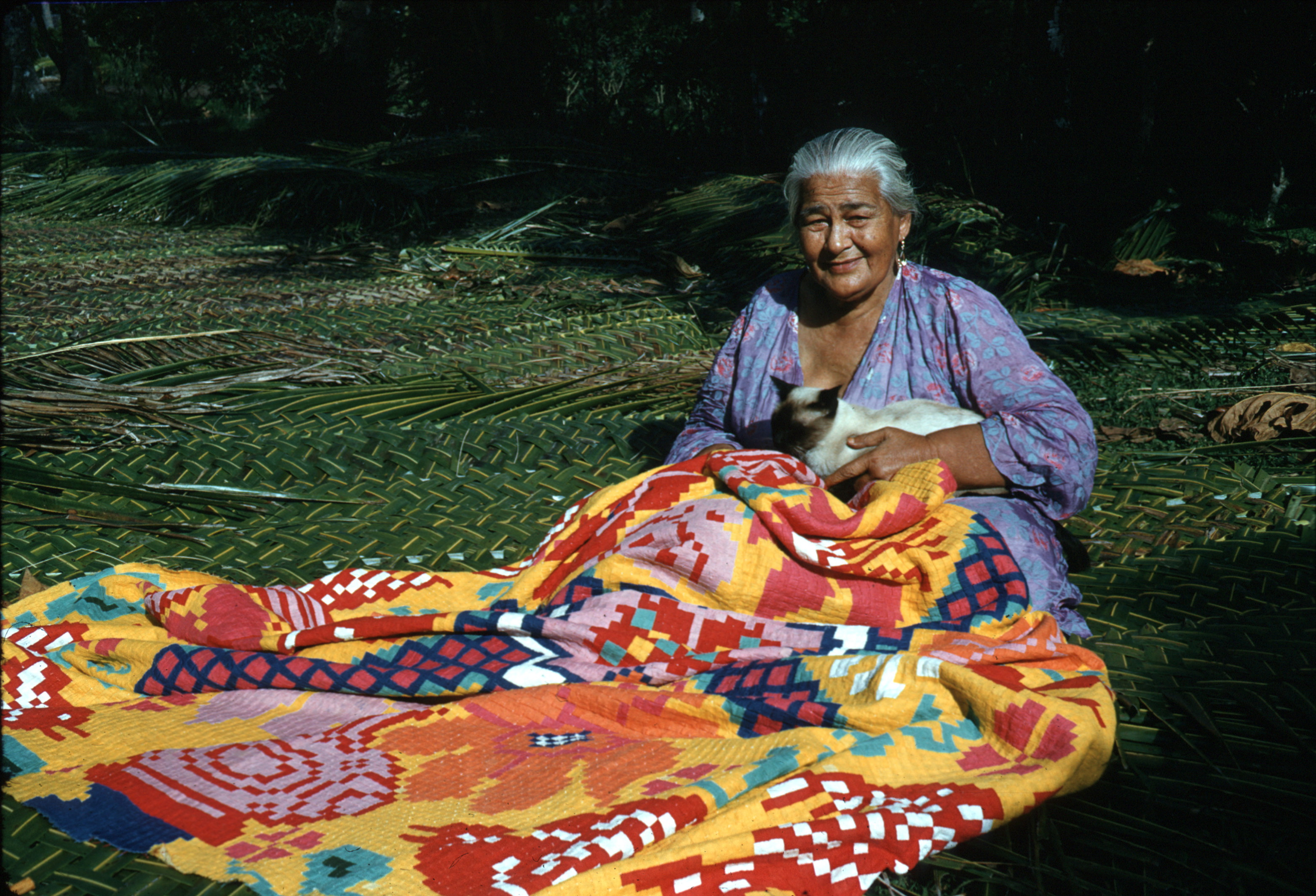
Mujer cosiendo una tivaevae, Rarotonga.

El tivaevae o tivaivai es una forma de arte que realizan las mujeres, en las Islas Cook. Tivaevae significa en rarotongano coser, y por lo general al tivaevae se refiere a fundas; los grupos de mujeres que realizan este arte son llamadas vainetini y hacen este trabajo juntas, a veces cantando.
Por costumbre un tivaevae no es medido por un valor monetario o costo alguno de producción, sino por el valor sentimental que se le ha imprimido en dicho trabajo.
Los tivaevae son dados en ocasiones muy especiales a visitantes, como regalos de cumpleaños o de boda, o incluso es usado para cubrir el cuerpo de una persona amada cuando este muere. 
Los orígenes del tivaevae son inciertos, se cree que pueda ser una forma importada de arte traída por misioneros cristianos en el siglo XIX.